# Историография
Историографията е наука, изучаваща историческото знание, методите и закономерностите на историческата наука.  В този по-тесен и съвременен смисъл тя е рефлексия и теория на историческите съчинения; съответно нейното начало се намира в памфлета на Лукиан Как се пише история (Πῶς δεῖ ἱστορίαν συγγράφειν).
През 17в. кралете на Швеция, Шотландия или Англия назначават свои дворцови историографи, докато във Франция длъжността съществува още от средата на 15 в.
В повечето езици думата "историография" е пренесена чрез гръцките лексеми, но са възможни и преводни форми като напр. "историопис" или немското "Geschichtsschreibung".  Американският историк Хейдън Уайт е автор на особено влиятелна концепция за съвременната историография изложена в трудa му от 1973г. Метаистория..
В много страни се подразбира като история на историческата наука. В други университети е история на историческото познание.  Понятието видимо се променя с времето. 